# Pontos extremos da Ucrânia

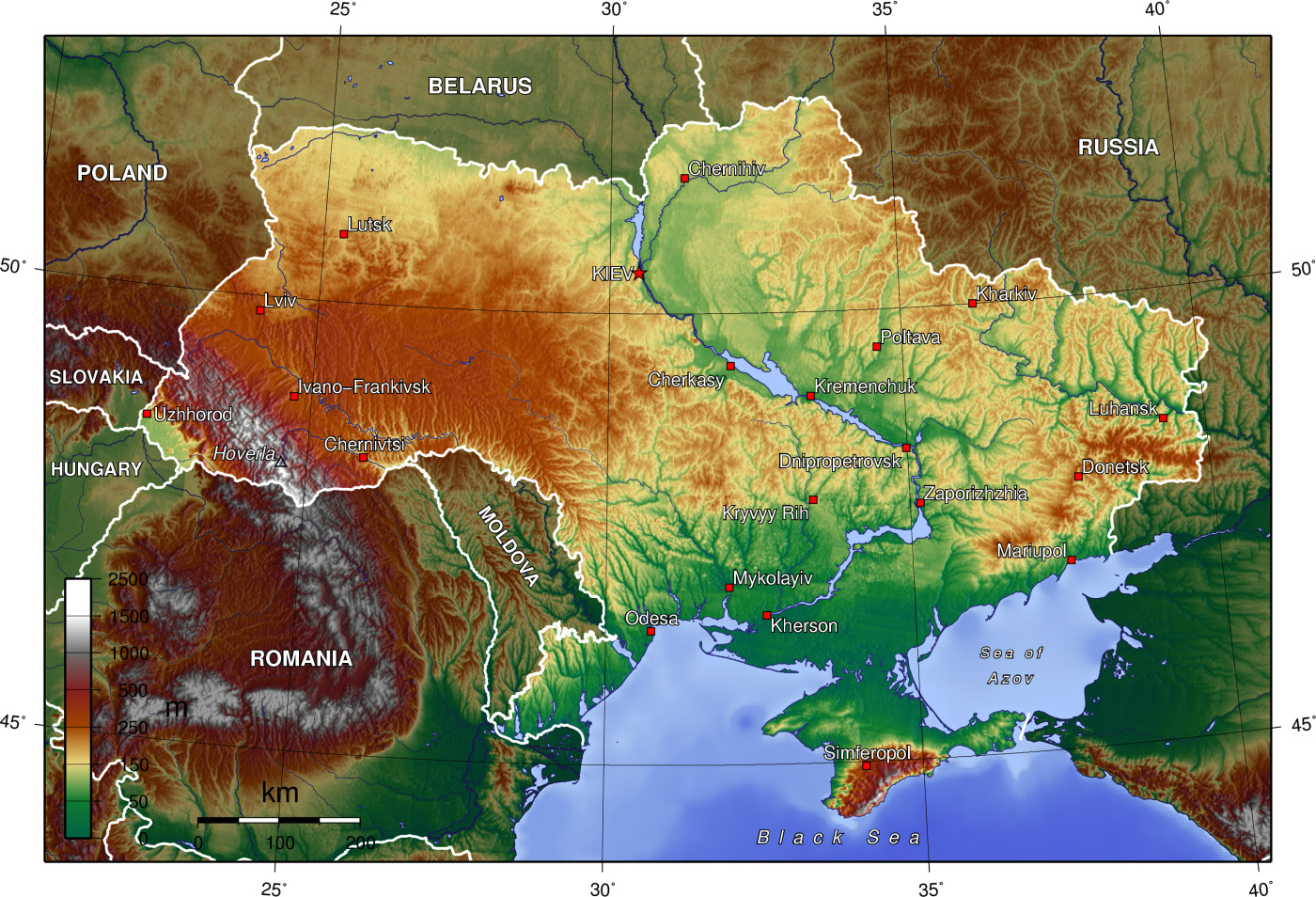
Mapa da Ucrânia

Esta é a lista dos Pontos extremos da Ucrânia, onde estão as localidades mais ao norte, sul, leste e oeste, bem como os extremos altimétricos.

## Latitude e longitude
- Ponto mais setentrional: Petrivka (Петрівка), vila na Oblast de Chernigov
- Ponto mais meridional: Sarych (Сарич), Crimeia
- Ponto mais ocidental: Chop (Чоп), cidade na Oblast de Transcarpátia
- Ponto mais oriental: Chervona Zirka (Червона Зірка), vila na Oblast de Lugansk

## Altitude
- Ponto mais alto: Hoverla, (2.061m), Cárpatos
- Ponto mais baixo: -5 m no estuário do Kuyalnik (em ucraniano:  Куяльницький лиман), perto de Odessa.